# Raquel Welchová
Raquel Welchová, rodným jménem Jo Raquel Tejada, (5. září 1940 Chicago, Illinois – 15. února 2023 Los Angeles) byla americká herečka (oceněná Zlatým glóbem) a bývalá modelka, jež byla považována za jednu z nejkrásnějších žen své doby, jednalo se o jeden ze sexuálních symbolů 60. a 70. let 20. století.

## Život a kariéra
Její otec pocházel z La Paz v Bolívii a byl leteckým inženýrem. Matka Josephine Hall byla Angličanka. Raquel Welchová se narodila v Chicago jako první dítě svých rodičů, ale když ji byly dva roky, celá rodina se přestěhovala do San Diega v Kalifornii. Od svých sedmi let studovala 10 let balet, ale v 17 letech baletu zanechala, když jí její instruktor řekl, že nemá vhodnou postavu pro profesionální balet.
Zpočátku pracovala jako servírka, nicméně díky své nevšední kráse se brzy prosadila nejen coby miss, ale zejména jakožto světoznámá modelka a později i jako herečka. Během svého života vystupovala zhruba v padesátce hraných celovečerních filmů. Poprvé na sebe výrazněji upozornila ve dvou filmech z roku 1966: americký dobrodružný sci-fi film Fantastická cesta (Fantastic Voyage) a britský dobrodružný/fantasy film Milion let před Kristem (One Million Years B.C.), jehož exteriéry se natáčely na Kanárských ostrovech, především na Tenerife.
Její vůbec nejúspěšnější a nejznámější rolí se stala paní Bonacieuxová z filmové adaptace románu Tři mušketýři od Alexandra Dumase z roku 1973, za nějž získala ocenění Zlatý glóbus. Českým divákům je dobře známa i z francouzské komedie Zvíře z roku 1977, kde prokázala své nesporné herecké nadání společně s Jeanem Paulem Belmondem. Vysoce hodnocena je rovněž její role v televizním filmu Právo zemřít (Right to Die) z roku 1987.
Se svým prvním manželem Jamesem Welchem měla dvě děti: staršího Damona (* 1959) a mladší Tahnee (* 1961), která se rovněž stala herečkou a modelkou. První významnější roli Tahnee získala ve filmu Zámotek (Cocoon) z roku 1985 (sci-fi film kombinující několik žánrů), v hudební verzi klasické pohádky Šípková Růženka z roku 1987 hrála titulní roli. Dále lze zmínit např. britsko-americké životopisné drama Střelila jsem Andyho Warhola z roku 1996. 
Raquel Welchová zemřela 15. února 2023 po krátké nemoci ve věku 82 let.

## Úspěchy a ocenění
V roce 1975 získala ocenění Zlatý glóbus (anglicky Golden Globe Award) za filmovou adaptaci románu Tři mušketýři z roku 1973, v kategorii Nejlepší film – komedie / muzikál. Ztvárnila zde roli Constance Bonacieuxové, roli D'Artagnana hrál Michael York. Film byl rovněž nominován na Zlatý glóbus v kategorii Nejlepší film – komedie / muzikál, ale toto ocenění nezískal. Tento film byl rovněž celkem pětkrát nominován na Filmovou cenu Britské akademie (tzv. cena BAFTA), ale ani jednu tuto nominaci neproměnil.
Podruhé byla na Zlatý glóbus nominována (ale nezískala ho) v roce 1988 za roli v televizním dramatu Right to Die z roku 1987 – v kategorii Nejlepší herečka v minisérii nebo TV filmu. V příběhu natočeném podle skutečné události ztvárnila postavu profesorky psychologie, krásnou, talentovanou matku dvou dětí, která bojuje s nevyléčitelnou nemocí.
V roce 1996 získala svou pěticípou hvězdu na Hollywoodském chodníku slávy (na Hollywood Boulevard). V roce 2001 získala Imagen Foundation Lifetime Achievement Award za propagaci Američanů latinskoamerického původu během celé své kariéry. V roce 2012 společnost Film Society of Lincoln Center uspořádala zvláštní retrospektivu jejich filmů ve Walter Reade Theater.

## Podnikatelské aktivity
V 80. letech se (podobně jako o pár let dříve Jane Fondová) úspěšně pustila do podnikání v oblasti zdraví a krásy. Její kniha „Raquel Welch Total Beauty and Fitness Program“ a doprovodná videa byly poprvé vydány v roce 1984. Text knihy napsala Welchová sama, fotografie pořídil André Weinfeld. Obsahuje fitness program hatha jógy, její názory na zdravý životní styl a výživu, a také na krásu a osobní styl. Multiplatinovou kolekci videí o fitness a józe produkoval a režíroval také André Weinfeld. Jako podnikatelka Welchová uspěla také se svou charakteristickou sadou paruk. Začala rovněž vyrábět šperky a sadu přípravků pro péči o pleť, i když ani jeden z těchto produktů se nevyrovnal úspěchu její kolekce paruk HAIRuWEAR.
V lednu 2007 byla Welchová vybrána jako nejnovější tvář kosmetické řady „MAC Cosmetics Beauty Icon“. Její řada obsahuje několik limitovaných edic make-upu v lesklých černých obalech s tygřím vzorem. Motiv tygřího potisku kolekce oslavuje „kočičí“ a sensuální image Welchové: Tygr je „silný a divoký, ale zárove smyslný a exotický“.
Její osobní režim zahrnoval abstinenci alkoholu a tabáku, každodenní cvičení jógy a hydrataci pomocí balzámu Bag Balm.

## Výběrová filmografie a diskografie

### Filmové role
| Rok  | Původní název                              | Český název                                | Role                       | Poznámky                                                                                 | Ref                  |
| ---- | ------------------------------------------ | ------------------------------------------ | -------------------------- | ---------------------------------------------------------------------------------------- | -------------------- |
| 1964 | A House Is Not a Home                      |                                            | call Girl                  |                                                                                          | [ 16 ] [ 17 ]        |
| 1964 | Roustabout                                 | Elvis Presley: Roustabout                  | College Girl               | neuvedena v titulcích                                                                    | [ 18 ] [ 17 ]        |
| 1965 | A Swingin' Summer                          |                                            | Jeri                       |                                                                                          | [ 16 ]               |
| 1965 | Do Not Disturb                             | Prosím nerušit                             | žena v hale                | neuvedena v titulcích                                                                    | [ 17 ]               |
| 1966 | Fantastic Voyage                           | Fantastická cesta                          | Cora Peterson              | první film pro 20th Century Fox                                                          | [ 16 ]               |
| 1966 | Shoot Loud, Louder... I Don't Understand   | Střílej silněji, ještě silněji, nerozumím! | Tania Montini              | natočeno v Itálii pro Joseph E. Levine                                                   | [ 16 ]               |
| 1966 | The Queens                                 | Královna                                   | Elena                      | též pod názvem Sex Quartet                                                               | [ 19 ]               |
| 1966 | One Million Years B.C.                     | Milion let před Kristem                    | Loana                      |                                                                                          | [ 16 ]               |
| 1967 | The Oldest Profession                      | Nejstarší řemeslo na světě                 | Nini (šestá povídka)       |                                                                                          | [ 16 ]               |
| 1967 | Fathom                                     | Fathom                                     | Fathom Harvillová          |                                                                                          | [ 16 ]               |
| 1968 | The Biggest Bundle of Them All             | Největší pakl ze všech                     | Juliana                    |                                                                                          | [ 16 ]               |
| 1968 | Bandolero!                                 |                                            | Maria Stoner               |                                                                                          | [ 16 ]               |
| 1968 | Lady in Cement                             | Žena v moři                                | Kit Forrester              |                                                                                          | [ 16 ]               |
| 1969 | 100 Rifles                                 | 100 pušek                                  | Sarita                     |                                                                                          | [ 16 ]               |
| 1969 | Flareup                                    |                                            | Michele                    |                                                                                          | [ 16 ]               |
| 1969 | The Magic Christian                        | Kouzelný Kristián                          | kněžka Whip                |                                                                                          | [ 16 ] [ 17 ]        |
| 1970 | Myra Breckinridge                          | Myra Breckinridgeová                       | Myra Breckinridgeová       |                                                                                          | [ 16 ]               |
| 1971 | The Beloved                                |                                            | Elena                      | též jako Sin nebo Restless                                                               | [ 16 ]               |
| 1971 | Hannie Caulder                             | Hannie Caulderová                          | Hannie Caulderová          |                                                                                          | [ 16 ] [ 17 ]        |
| 1972 | Fuzz                                       | Poldové                                    | Eileen McHenryová          |                                                                                          | [ 16 ] [ 17 ]        |
| 1972 | Bluebeard                                  | Modrovous                                  | Magdalena                  |                                                                                          | [ 16 ] [ 17 ]        |
| 1973 | The Last of Sheila                         | Konec Sheily                               | Alice Woodová              |                                                                                          | [ 16 ] [ 17 ]        |
| 1973 | The Three Musketeers Los tres Mosqueteros  | Tři mušketýři                              | Constance de Bonacieux     | Zlatý glóbus                                                                             | [ 16 ] [ 17 ] [ 20 ] |
| 1974 | The Four Musketeers Los cuatro mosqueteros | Tři mušketýři 2 (Čtyři mušketýři)          | Constance Bonacieux        |                                                                                          | [ 16 ] [ 17 ] [ 21 ] |
| 1975 | The Wild Party                             | Divoký večírek                             | Queenie                    |                                                                                          | [ 16 ]               |
| 1976 | Mother, Jugs & Speed                       | Tři ze sanitky                             | Jennifer Jurgensová (Jugs) |                                                                                          | [ 16 ] [ 17 ]        |
| 1977 | L'Animal                                   | Zvíře                                      | Jane Gardnerová            | francouzská komedie: hlavní role Jean-Paul Belmondo a Raquel Welchová, režie Claude Zidi | [ 16 ]               |
| 1993 | Tainted Blood                              | Zkažená krev                               | Elizabeth Hayesová         |                                                                                          | [ 17 ]               |
| 1994 | Naked Gun 331⁄3: The Final Insult          | Bláznivá střela 33 1/3: Poslední trapas    | hraje sama sebe            | neuvedena v titulcích                                                                    | [ 16 ] [ 17 ]        |
| 1998 | Chairman of the Board                      | Bláznivý boss                              | Grace Kosiková             |                                                                                          | [ 16 ] [ 17 ]        |
| 1998 | What I Did for Love                        | Jsem do ní blázen                          | Jacqueline                 |                                                                                          | [ 19 ] [ 17 ]        |
| 1999 | Get Bruce                                  |                                            | sama sebe                  | dokumentární                                                                             | [ 22 ]               |
| 2001 | Legally Blonde                             | Pravá blondýnka                            | paní Windham Vandermarková |                                                                                          | [ 16 ] [ 17 ]        |
| 2001 | Tortilla Soup                              | Sex, pochoutky a romantika                 | Hortensia                  |                                                                                          | [ 16 ] [ 17 ]        |
| 2006 | Forget About It                            | Zapomeň na to                              | Christine DeLee            |                                                                                          | [ 19 ] [ 17 ]        |
| 2017 | How to Be a Latin Lover                    | Milovník po přechodu                       | Celeste Birchová           |                                                                                          | [ 19 ] [ 17 ]        |

### Televizní role
| Rok  | Původní název                   | Český název                          | Role                  | Poznámky                                               | Ref           |
| ---- | ------------------------------- | ------------------------------------ | --------------------- | ------------------------------------------------------ | ------------- |
| 1967 | Bedazzled                       | Okouzlený (TV film)                  | Lust / Lilian Lust    |                                                        | [ 16 ] [ 17 ] |
| 1980 | From Raquel with Love (TV film) |                                      | hraje sama sebe       |                                                        | [ 23 ]        |
| 1982 | The Legend of Walks Far Woman   | Legenda o daleké cestě (TV film)     | Walks Far Woman       | ocenění Bronze Wrangler for Fictional Television Drama | [ 16 ] [ 17 ] |
| 1987 | Right to Die                    | Právo zemřít (TV film)               | Emily Bauerová        | nominace: Zlatý glóbus                                 | [ 16 ] [ 17 ] |
| 1989 | Trouble in Paradise             | Potíže v ráji (TV film)              | Rachel                |                                                        | [ 16 ] [ 17 ] |
| 1993 | Torch Song                      | Píseň o smutné lásce (TV film)       | Paula Eastmanová      |                                                        | [ 16 ] [ 17 ] |
| 1996 | Sabrina the Teenage Witch       | Sabrina – mladá čarodějnice (seriál) | teta Vesta            |                                                        | [ 19 ] [ 17 ] |
| 2012 | CSI: Miami                      | Kriminálka Miami (seriál)            | Vina Navarro          |                                                        | [ 19 ] [ 17 ] |
| 2013 | House of Versace                | Donatella Versace (seriál)           | teta Lucia            |                                                        | [ 24 ] [ 17 ] |
| 2015 | The Ultimate Legacy             | Poslední odkaz (TV film)             | Sally May Andersonová |                                                        | [ 25 ] [ 17 ] |

### Album
| Rok  | Titul                 | Album                                                                |
| ---- | --------------------- | -------------------------------------------------------------------- |
| 1965 | „I'm Ready to Groove“ | A Swingin' Summer: Music from the Original Motion Picture Soundtrack |

### Singl
| Rok  | Titul                      | Žebříčky            |
| Rok  | Titul                      | US Dance Club Songs |
| ---- | -------------------------- | ------------------- |
| 1988 | „This Girl's Back in Town“ | 29                  |

## Knihy
- Raquel Welch: Raquel: The Raquel Welch Total Beauty and Fitness Program, Publisher: Henry Holt and Company (October 1, 1984), ISBN 978-0-03069-549-0
- Raquel Welch: Raquel: Beyond the Cleavage, Publisher: Weinstein Books (March 29, 2010), ISBN 978-1-60286-097-1